# 赵文珠
赵文珠（韓語：조문주，1964年7月29日—），韩国女子篮球运动员。她曾代表韩国国家队参加1988年夏季奥林匹克运动会篮球比赛，获得第7名。她也曾参加1986年和1990年亚洲运动会。